# Mřížkově kódovaná modulace
Mřížkově kódovaná modulace (trellis modulace, anglicky Trellis (coded) modulation, TCM, nezaměňovat s mřížkovou modulací, což je způsob zapojení AM modulátoru v zařízeních s vakuovými elektronkami) je modulační schéma, které umožňuje vysoce efektivní přenos informací kanálem s omezeným kmitočtovým pásmem, jako jsou telefonní linky. TCM navrhl v 70. letech 20. století Gottfried Ungerboeck zaměstnaný v IBM. TCM byla poprvé popsána v konferenčním příspěvku v roce 1976, který však prošel téměř bez povšimnutí. Až podrobný výklad TCM vydaný v roce 1982 přinesl náhle široké uznání.
Na konci 80. let 20. století dosahovaly nejrychlejší modemy pro tradiční analogové telefonní linky (POTS) rychlosti maximálně 9,6 kbit/s tím, že používaly modulaci QAM se 4 bity na symbol s modulační rychlostí 2400 baud (symbolů/sekundu). Tuto rychlost se nedařilo překročit navzdory maximálnímu úsilí mnoha výzkumníků. Mnozí inženýři předpovídali, že bez zásadní modernizace telefonní infrastruktury bude maximální dosažitelná rychlost pro POTS modem při obousměrné komunikaci 14 kbit/s (3429 baud × 4 bity/symbol, s modulací QAM). Nicméně 14 kbit/s je podle Shannonova teorému pouze 40% teoretické maximální přenosové rychlosti (přibližně 35 kbit/s) vypočítané pro tradiční telefonní linky.

## Nová modulační metoda

Mřížkový diagram. Cesta mřížkou je zobrazena červeně. Plné čáry vyznačují přechody odpovídající vstupu „0“, čárkované přechody odpovídající vstupu „1“.

Modulace nese název mřížkově kódovaná (anglicky trellis coded), protože zobrazení stavového diagramu se podobá mřížce používané pro podporu pnoucích zahradních rostlin. Toto schéma je v zásadě konvoluční kód řádu (r, r+1). Ungerboeckův jedinečný přínos je v použití paritní kontroly na jednotlivé symboly místo starší techniky, která paritní kontrolu aplikovala na bitový tok potom modulující bity. Klíčovou myšlenkou nazval mapování množinovými oddíly (anglicky Mapping by Set Partitions).
Touto myšlenkou bylo stromovitě seskupit symboly a pak je rozdělit do dvou částí stejné velikosti. V každé větvi stromu byly symboly dále od sebe. I když je těžké si to představit v mnohadimenzionálním prostoru, jednoduchý jednorozměrný příklad dobře ilustruje základní postup. Předpokládejme, že symboly jsou umístěny na [1, 2, 3, 4, ...]. Pak vezmeme všechny liché symboly a umístíme je do jedné skupiny, a sudé symboly do druhé skupiny.
Není to docela přesné, protože Ungerboeck se zabýval dvojrozměrným problémem, ale princip je stejný, vezmeme každý další jeden pro každou skupinu a opakujeme postup pro každou větev. Ungerboeck dále popsal systematický postup přiřazování zakódovaného proudu bitů symbolům. Jakmile byl tento postup plně popsán, dalším krokem bylo naprogramovat algoritmus a nechat počítač hledat nejlepší kódy.
Výsledky byly ohromující. I nejjednodušší (čtyřstavový) kód dosahuje míry chyb přibližně jednu tisícinu ekvivalentního nekódovaného systému. Ungerboeck dva roky tyto výsledky tajil a seznámil s nimi pouze nejbližší spolupracovníky. Až v roce 1982 Ungerboeck publikoval článek popisující principy mřížkově kódované modulace.
Následovala lavina výzkumné aktivity, a v roce 1990 Mezinárodní telekomunikační unie zveřejnila standard pro první modem používající TCM s rychlostí 14,4 kilobitů/s (2400 Baud a 6 bitů na symbol). V průběhu několika dalších let umožnily další pokroky v kódování a zvýšení symbolové rychlosti z 2400 na 3429 Bd což dovolilo zkonstruovat modemy dosahující rychlosti až 34,3 kilobitů/s (snížené kvůli omezení odběru na 33,8 kilobitů/s). Dnes nejrozšířenější modem podle standardu V.34 s TCM modulací používá čtyřrozměrnou sadu oddílů, čehož je dosaženo spojením dvou dvourozměrných symbolů do jedné mřížky. Modemy používají konvoluční kódy s 8, 16 nebo 32 stavy, které jsou schopny sloučit 6 až 10 bitů do jednoho symbolu vysílaného modemem (např. 2400 baud × 8 bitů/symbol = 19200 bit/s).
Jakmile výrobci představili modemy s mřížkově kódovanou modulací, přenosové rychlosti na analogových telefonních linkách se zvýšily na úroveň, která dovolila interaktivní přenos multimédií po telefonní lince (obrázek o velikosti 200 kb může být stažen za méně než 1 minutu a 5 MB píseň za 30 minut). Přenos obsahu diskety přes BBS zabere namísto hodiny jen několik minut. Ungerboeckův vynález tak sehrál klíčovou roli v informačním věku.

## TCM populární kultuře
V komiksu Dilbert z 8. prosince 1991 Scott Adams uvádí pouhou zmínku o TCM za prostředek ke zmrazení neformální konverzace.

## Popis TCM ve sbornících
- G. Ungerboeck, "Channel coding with multilevel/phase signals," IEEE Trans. Inform. Theory, vol. IT-28, pp. 55–67, 1982.
- G. Ungerboeck, "Trellis-coded modulation with redundant signal sets part I: introduction," IEEE Communications Magazine, vol. 25-2, pp. 5–11, 1987.

## Příspěvky na konferencích
- UNGERBOECK, Gottfried. Channel coding with multilevel/phase signals. In:  IEEE Trans. Inform. Theory. [s.l.]: [s.n.], 1982. Svazek IT-28. S. 55–67.
- UNGERBOECK, Gottfried. Trellis-coded modulation with redundant signal sets part I: introduction. IEEE Communications Magazine. 1987, s. 5–11.